# Rosina ǁHoabes
Rosina ǁ Hoabes é uma política namibiana.

## Carreira
Rosina ǁHoabes foi consultora em tempo integral em biologia, ciências da vida e ciências naturais no Escritório Regional de Educação de Khorixas antes de se tornar uma política. Ela é casada e tem três filhos. ǁHoabes também estudava a tempo parcial para um mestrado quando foi eleita prefeita de Swakopmund, a quarta maior cidade da Namíbia em janeiro de 2003. Em 16 de novembro de 2004, foi nomeada membro do comité consultivo de habitação nacional para um mandato de três anos pelo Ministro do Governo Regional e Local e Habitação, Joel Kaapanda. Durante o primeiro mandato de Hoabes como prefeito, o molhe da cidade de 1882 foi reformado a um custo de 4 milhões de dólares namibianos, tendo sido fechado por sete anos por razões de segurança.  A estrutura reaberta abrigou lojas, instalações turísticas e um bar.
ǁHoabes foi reeleita prefeita de Swakopmund em maio de 2007, mas estaria fora do cargo em 2008. ǁHoabes foi presidente da Associação de Autoridades Locais da Namíbia em 2009. Ela concorreu a um assento como conselheira representando o partido SWAPO em 2010, e foi bem sucedida e reeleita prefeita pelo conselho em 2 de dezembro de 2010. Em junho de 2012, como prefeita, ǁHoabes lançou o livro da Costa da Namíbia: riquezas oceânicas e tesouros do deserto em nome do Ministro do Meio Ambiente e Turismo, Netumbo Nandi-Ndaitwah.
Estaria fora do cargo novamente em 16 de novembro de 2012, quando foi eleita presidente do comité administrativo do município. Em 2015, aumentou as tarifas de água, esgoto, lixo e moradia para pagar novas despesas da capital em centros de conselhos, museus, prédios públicos, esgotos e obras nas estradas. ǁHoabes perdeu no primeiro turno das eleições internas da SWAPO de abril de 2015 para o prefeito de Juuso Kambueshe, mas foi eleita prefeita novamente em dezembro de 2015. Ela também foi nomeada presidente do Fundo de Aposentadoria para Autoridades Locais e Serviços de Utilidade na Namíbia (RFLAUN) em 2015. ǁHoabes esteve em consideração para o World Mayor Awards da Africa Travel Association. Desde 2017, não ocupa um assento no conselho de Swakopmund.